# Pontificale Romanum
Het Pontificale Romanum is in de Katholieke Kerk het boek waarin die liturgische diensten worden beschreven die aan de bisschoppen zijn voorbehouden of gewoonlijk slechts door hen worden verricht (wijdingen, toediening van het vormsel en zegeningen van personen en zaken).
De oorsprong van dit boek gaat terug op de sacramentaria (gebedenboeken) en de ordines (orden van dienst), die om praktische redenen werden samengevoegd.  Het oudste Pontificale stamt uit Mainz (950) en is een weergave van  de Romeins-Frankische liturgie; het is uit vele handschriften gereconstrueerd.  Dit boek is in heel Europa verspreid en ten slotte in Rome overgenomen.  Daar werd het meermalen bewerkt en herzien, op het eind van de 13e eeuw door Durandus, bisschop van Mende.  Diens werk heeft model gestaan voor het officiële Romeinse Pontificale (eerste gedrukte uitgave in 1485), dat na het Concilie van Trente (1545-1563) weer werd bewerkt en in 1596 uitgegeven.  Sindsdien is dit boek wezenlijk niet veranderd (een detailwijziging is bijvoorbeeld wel de verandering in de wijdingen door Pius XII in 1948).  Na het Tweede Vaticaans Concilie (1962-1965) werd een algehele herziening en verbetering van het Pontificale Romanum ter hand genomen.
Dit boek mag niet verward worden met het Liber Pontificalis.